# Чаплин (филм)
Чаплин (енгл. Chaplin) је биографска филмска драмедија из 1992. године у режији Ричард Атенбороуа, а по сценарију Вилијама Бојда, Брајана Форбса, Вилијам Голдмана. Главне улоге играју: Роберт Дауни Млађи, Ден Акројд, Џералдин Чаплин, Кевин Дан, Ентони Хопкинс и многи други.
Филм приказује живот и рад познатог глумца и филмског редитеља Чарлса Чаплина, од његових раних година у Енглеској до краја живота у Швајцарској. Филм приказује и Чаплинов лични живот и друштвено-политичку ситуацију која је пратила његов рад на филму.

## Радња
Филм прича о животу Чарлса Чаплина, једног од највећих генија кинематографије, од његовог детињства до добијања Оскара, и небројених љубавних веза, са све политичким проблемима, који су довели до његовог протеривања из Сједињених Држава.
Филм је структуриран око дугих флешбекова док се старији Чарли Чаплин (Роберт Дауни млађи) (који сада живи у Швајцарској) присећа тренутака из свог живота током разговора са измишљеним ликом Џорџом Хејденом (Ентони Хопкинс), уредником његове аутобиографије. Сећања на Чаплина почињу од његовог детињства у крајњем сиромаштву, из којег бежи, урањајући у свет лондонских музичких хола, а затим се сели у Сједињене Државе.
Постоје референце на неке од његових многих романтичних епизода (укључујући Хети Кели, Милдред Харис, Џорџију Хејл, Мерион Дејвис, Едну Первајанс, Литу Греј, Полет Годард, Џоан Бери и Уну О'Нил), његову професионалну сарадњу са Маком Сенетом, и пријатељство са Дагласом Фербанксом.